# Skenkameliasläktet

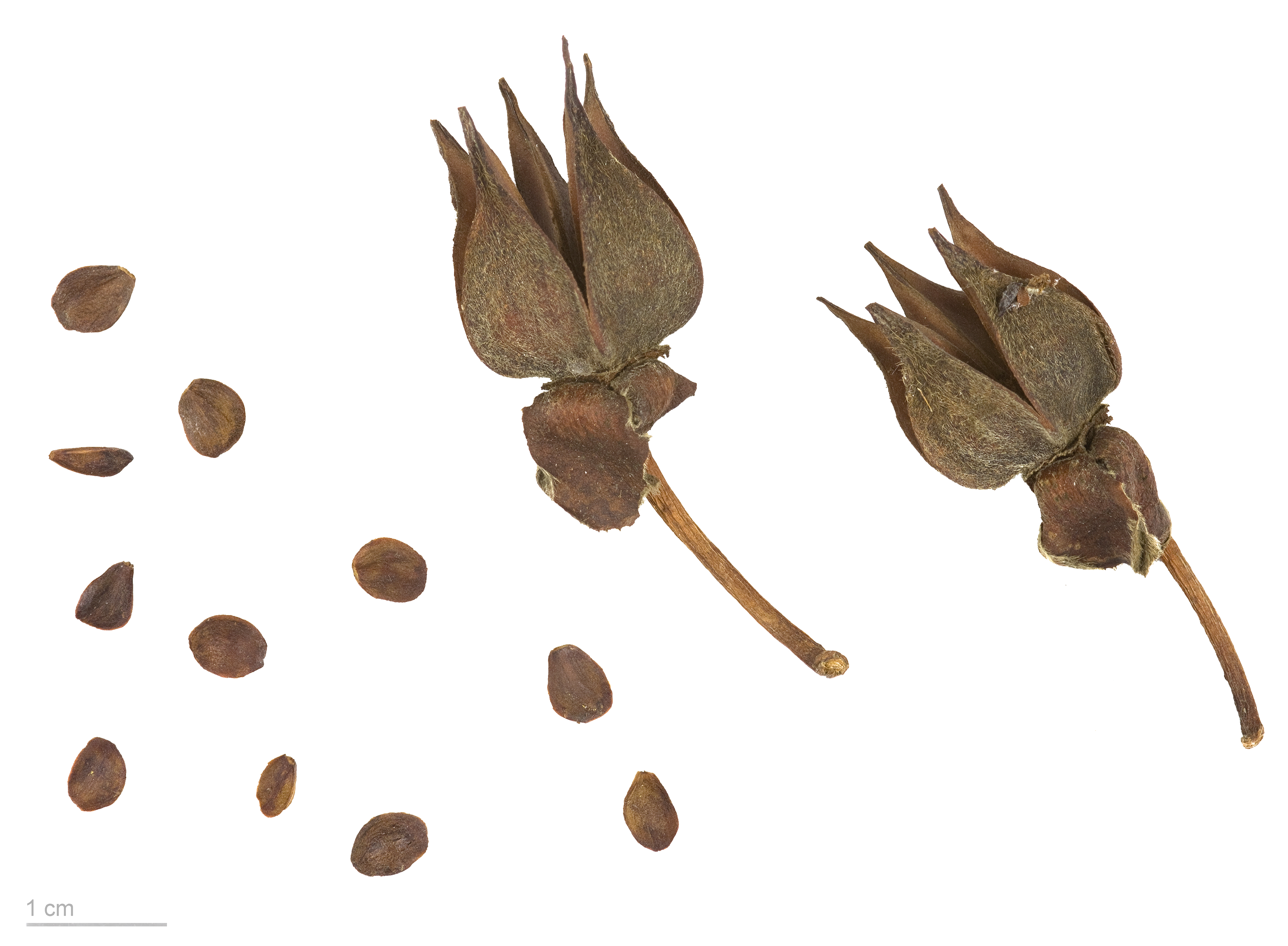
Stewartia koreana

Skenkameliasläktet (Stewartia) är ett släkte i familjen teväxter med cirka 20 arter. 